# Ericeia intextilia
Ericeia intextilia är en fjärilsart som beskrevs av Schultze 1908. Ericeia intextilia ingår i släktet Ericeia och familjen nattflyn. Inga underarter finns listade i Catalogue of Life.